# Sollal
Sollal (korejsky 설날) je korejský lunární nový rok.
Spolu se svátkem Čchusok je to nejvýznamnější (tradiční) svátek v Koreji. Slaví se v prvním dni prvního měsíce nového roku podle lunárního kalendáře.
Přestože v Koreji již od počátku 20. století platí solární kalendář, některé tradiční svátky se slaví podle tradičního lunárního kalendáře používaného prakticky až do 20. století v celé východní  Asii. Korejci dosud kromě Nového roku (1. ledna podle solárního kalendáře) slaví i Sollal, který je dokonce státním svátkem. V Jižní Koreji je volno od 30 dne 12 měsíce až do 2 dne 1 měsíce lunárního kalendáře (v němž mají měsíce 29 nebo 30 dní), tj. např. v roce 2008 to bylo od 6. do 8. února.
Korejci se tradičně vracejí na svátky Sollal do svého rodného městečka (vesnice). Obléknou si tradiční oděv „hanbok“ a jdou se poklonit nejstarším představitelům své rodiny. Tento novoroční úklon se v korejštině nazývá „sebe“. Za projev úcty jim prarodiče symbolicky dají peníze, nazývané „sebätton“. Tradičním pokrmem během svátku Sollal je tzv. „ttokkuk“, polévka s knedlíčky z rýžové mouky. Říká se, že pojídání ttokkuku na Nový rok znamená být o rok starší (Korejci se tradičně stávají o rok starší právě na Sollal a ne na narozeniny). Svátek tráví společně v rodinném prostředí, kde hrají tradiční hry, např. hru „jut“.
Zajímavostí je, že na svátky Čchusok a Sollal se velká část korejského národa hlavně ze Soulu a okolí (kde žije až ½ jihokorejské populace) přesouvá letadlem, lodí, vlakem, autobusem či autem. Proto si tuto cestu musí už rok dopředu rezervovat, jinak se nikam nedostanou. Hlavní město Soul je v této době téměř „liduprázdné“.
Jelikož se na svátky Čchusok a Sollal setkává celá rodina a Korejci je tradičně slaví již mnoho století, hrají podobnou funkci jako v Česku Vánoce.